# パフィオペディルム
パフィオペディルム（パフィオペディラム Paphiopedilum）は、袋状の唇弁が特徴的なラン科植物で、洋ランの一属として知られる。洋ランとしての略称はPaph.である。

## 形態
地上に根を下ろす地生蘭もしくは半着生蘭であり、洋ランでは少数派に属する。
茎はごく短く、葉は幅広い楕円形で平たく、根出状に重なる。
花は、長い花茎の先に単独か、少数を穂状につける。花の外3弁のうち上向きの弁は幅広く、大きくなり、側面の2弁は互いに融合して、唇弁の背景になる。内3弁のうち側方2弁は細く、横に張る。唇弁は袋状、またはつぼ状になる。
蕊柱はさじ型で、唇弁の口をふさぐような位置にある。その上面を覆う平らな部分は雄しべに由来するもので稔性はなく、仮雄蕊と呼ばれる。その下面の平らな部分が柱頭に当たる。雄しべは基部の左右側面にある。これは普通のラン科では蕊柱の先端に雄しべ、基部下側に柱頭があるという配置と大きく異なり、アツモリソウ亜科の特徴である。同亜科の中では、中南米に産するフラグミペディウム属 Phragmipedium に共通性が多い。

### 名前について
名前は女神のスリッパ（サンダル）を意味する。英語で「レディースリッパ (Ladyslipper)」とも。花の形が丁度女性の靴を思い起こさせる形をしているところから。古くはクマガイソウ・アツモリソウと同じくアツモリソウ属（Cypripedium）とされ、この属の学名仮名読みのシプリペジュームの名で流通した。現在、葉（常緑性の革質葉）、仮雄しべ（多肉質）、自生場所の違い等によって別の属に分けられている。
「洋」ランのイメージが強いが、日本での栽培の歴史も浅くはなく、歴史的に水戸徳川家のコレクションが有名。現在、このコレクションは水戸市植物園等で栽培が続いている。
また、袋状の花弁が食虫植物を思わせるため、虫を取ると良く言われるが、事実無根である。

## 分布と生育環境
分布は東南アジアに集中し、西はインド、南はニューギニア、ブーゲンビル島まで、東はフィリピン、北は中国南部にわたる。ただし個々の種の分布域は狭いものが多い。下記のように野生での絶滅が危惧されるものが多いのは、これもその一因である。特に石灰岩地帯に生育するものが多い。
多くは地上性だが、一部は樹上に着生するものがある。

## 分類
以下のような亜属に分けられている。
- subgenus Polyantha　ポリアンタ亜属：1つの花茎に複数花を着け、それらはほぼ同時に開花する。
- subgenus Chchlopetalum　コクロペタルム属：1つの花茎に複数花を付け、花は1つずつ順に開花する。
- subgenys Paphiopedilum　パフィオペディルム亜属：花は単独、葉は緑色。
- subgenus Sigmatopetalum　シグマトペタルム亜属：花は単独、背萼片は側花弁より幅広く、唇弁の縁は外に返る。
- subgenus Brachypetalum　ブラキペタルム亜属：花は単独、背萼片も側花弁も肉厚で滑らか、唇弁は小型、花粉塊は粘質。
- subgenus Parvisepalum　パルヴィセパルム亜属：花は単独、花被片は柔らかくて皺があり、光沢がない。唇弁は大きくて袋状、花粉塊は粉粒質。

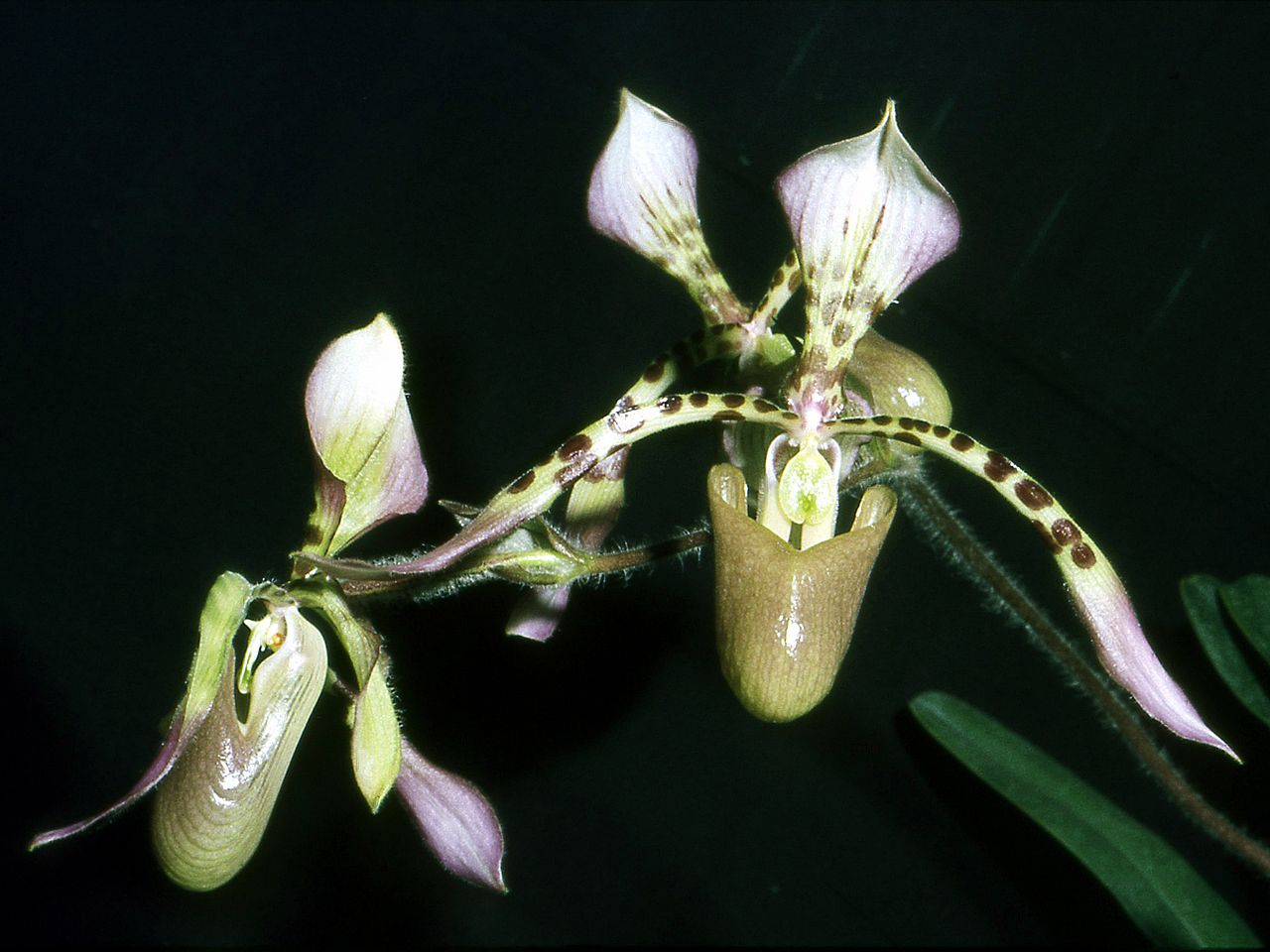
ポリアンタ亜属 ハイナルディアヌム
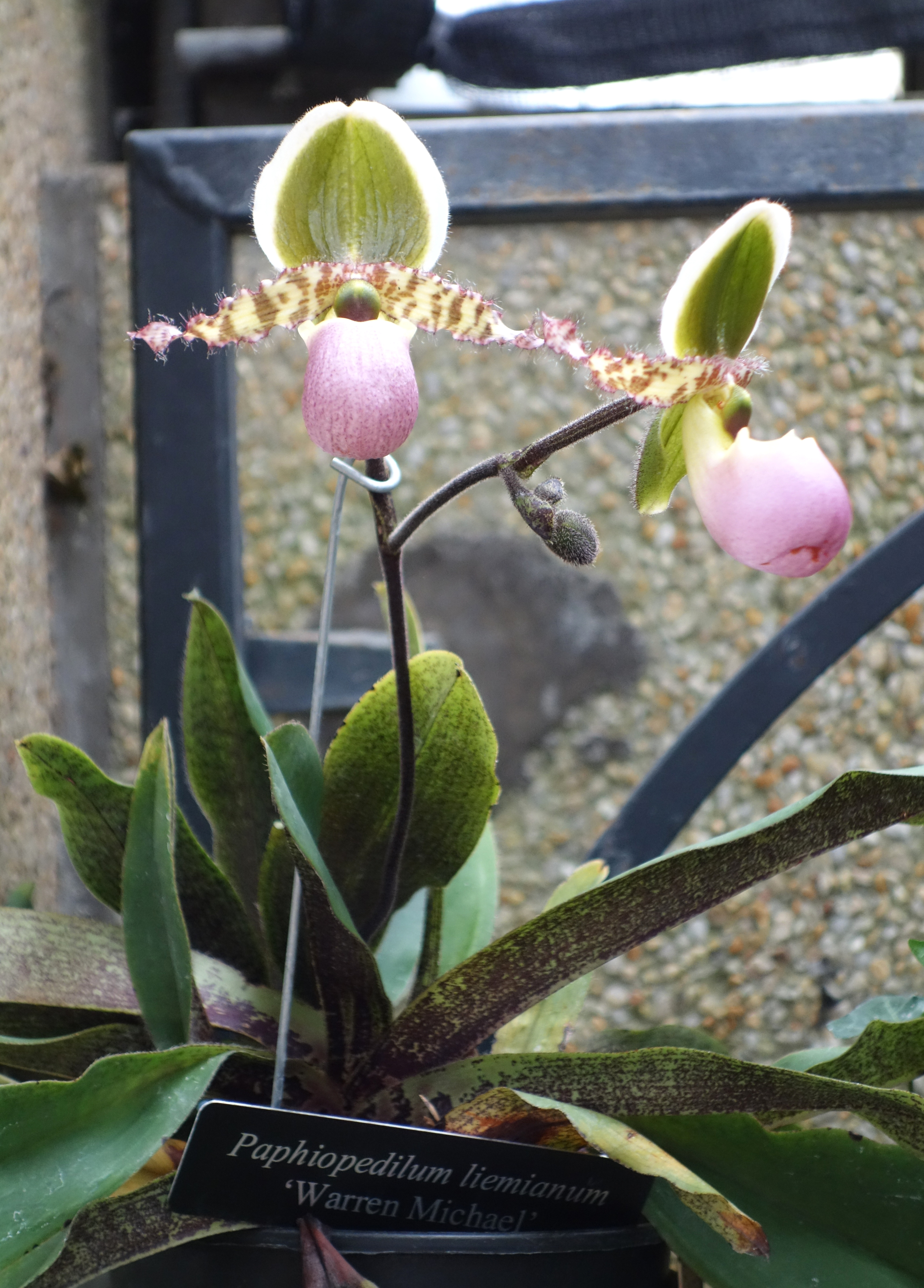
コクロペタルム亜属 リーミアヌム
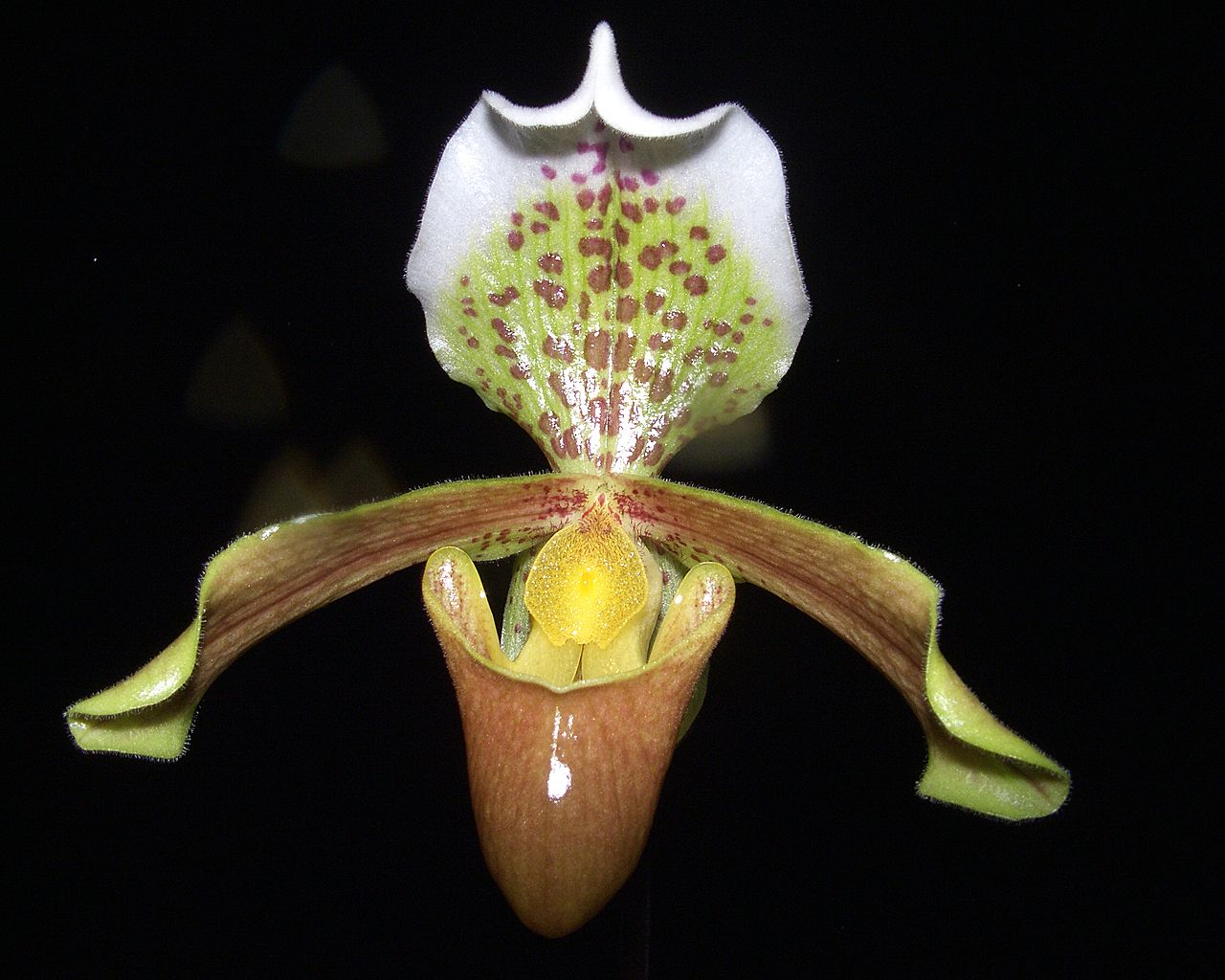
パフィオペディルム亜属 インシグネ
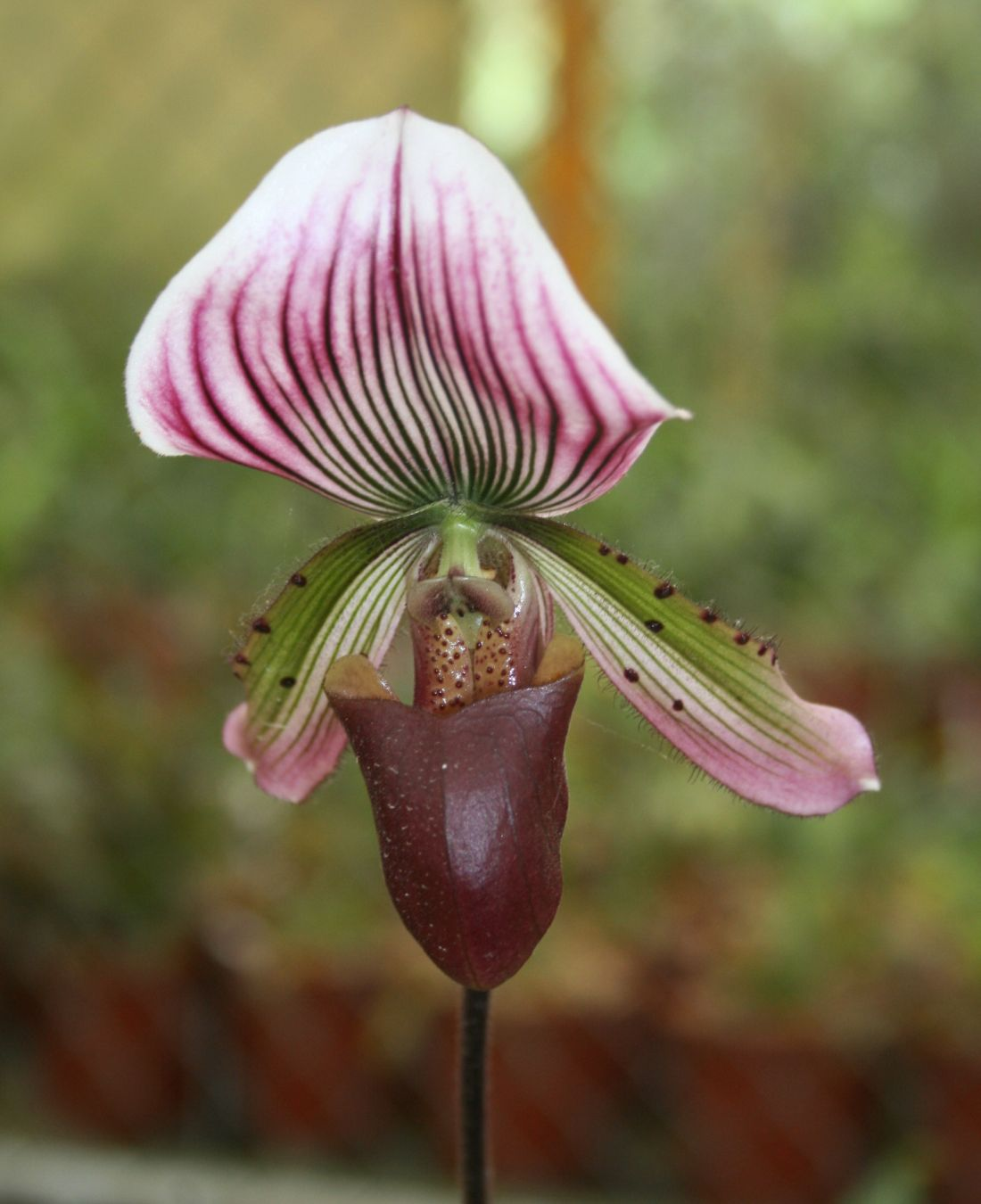
シグマトペタルム亜属 カロサム
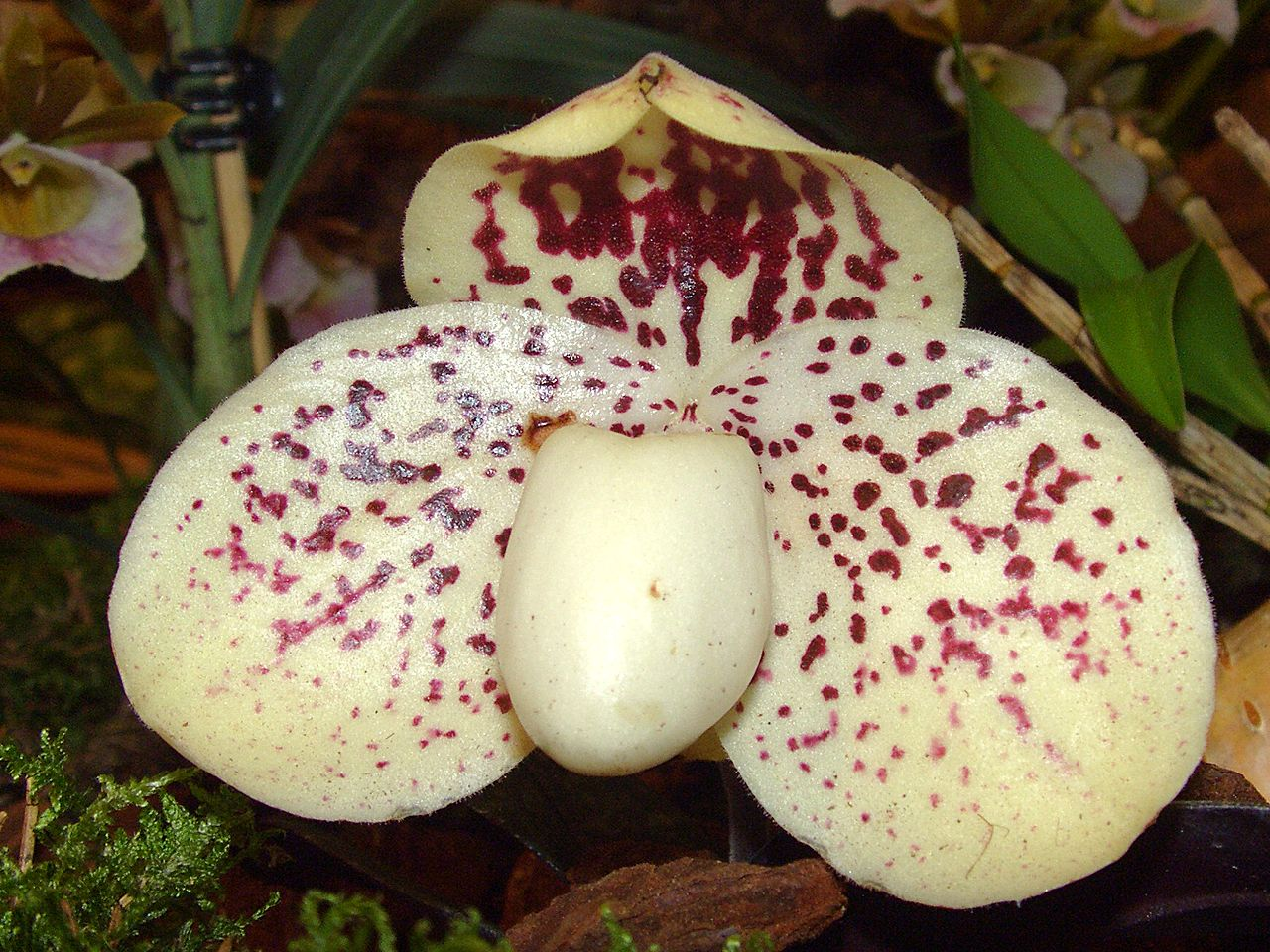
ブラキペタルム亜属 ベラチュルム
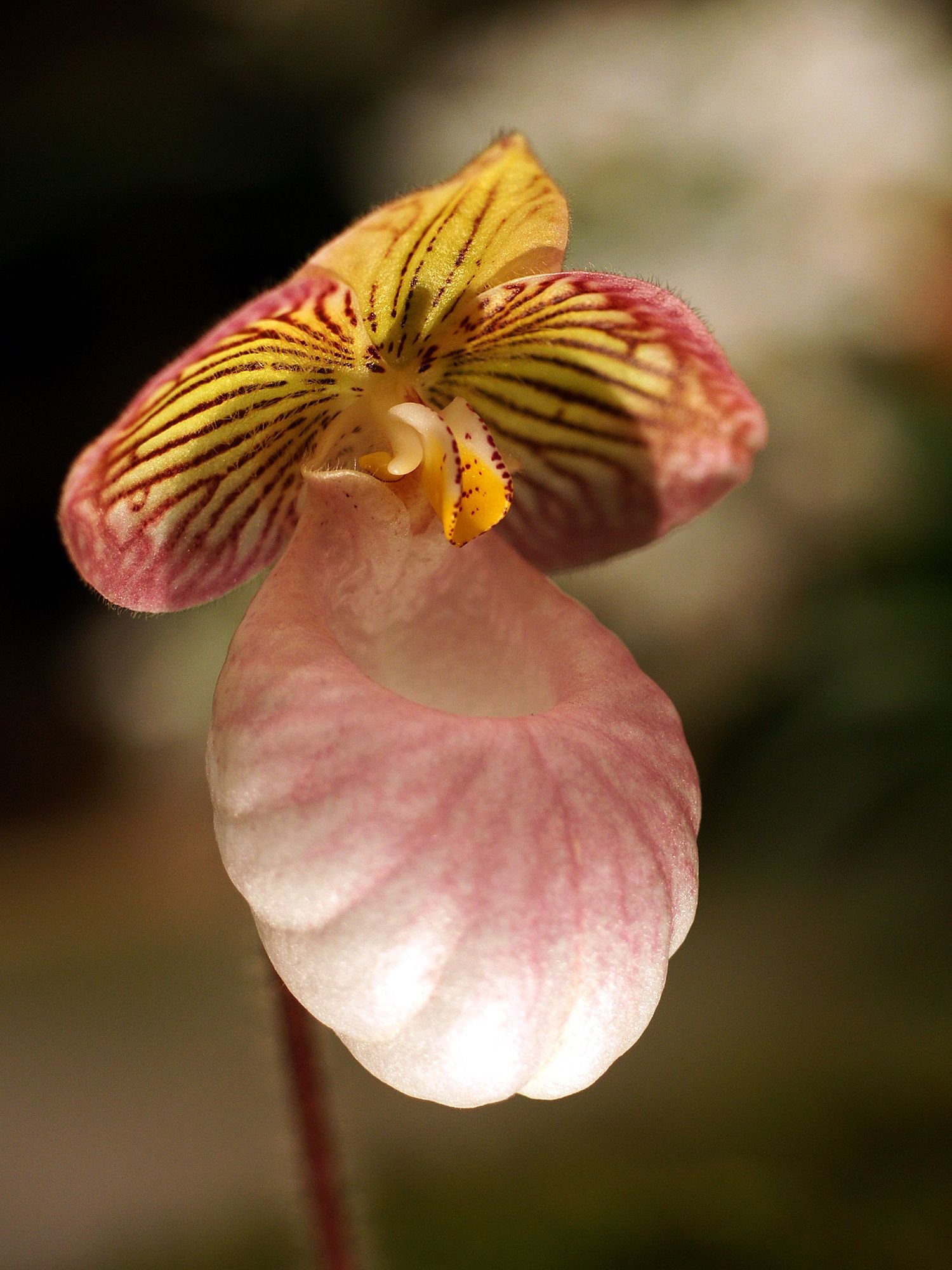
パルヴィセパルム亜属 ミクランサム

## 園芸種としてのパフィオペディルム
園芸的に人気のあるグループであり、洋ランの中でもカトレヤなどと並んで四大洋ランと称された。なお、古くはアツモリソウ属に含めたためにシプリペジウムと表記された。タイプ種のインシグネは1819年に発見されてすぐにイギリスに持ち込まれ、翌年には開花している。「特異な形態のため人目につく」上に、「花色は地味だが、味わい深く」、あるいは「色彩が渋みを持った特殊な美しさがあり」「気品の高い美しさ」がある、などと評価が高い。また、花期が約一ヶ月と長いことも鑑賞価値を高めている。古くから様々な交配品種も作られてきた。
他方で、組織培養による増殖技術が確立されておらず、野生優良個体は交配用の種親として高額で取引される。現在ではワシントン条約によって国際取引が厳しく規制されているが、新発見された希産種などは希少価値のみならず、園芸育種における遺伝子資源としての価値も高いため、現在でも違法取引が絶えない。
ちなみに1990年1月18日には、パフィオペディルム属（および近縁属のフラグミペディウム属）の原種は、一般のラン科植物が属する附属書II類（輸出入に許可が必要）からI類（輸出入は原則禁止）に格上げされている。

### 原種
多くの原種がそのままに栽培されている。中でも大輪多花咲きのロスチャイルディアナム Paph. lothschildianum と、丸みのあるピンク花のデレナティイ Paph. delenatii は人気が高く、前者をキング、後者をクイーンと称する場合もある。

### 品種
多くの交配品種があり、それらを大別するのは難しいが、以下のような区別はある。
- 整形タイプ

冬に直立する花茎を立て、先端に単一の花をつける。花は背萼片や側花弁が幅広くて大きく開き、前から見ると丸い花をつける。葉は緑単色でやや薄手。
- パーピセパラムタイプ

冬に直立する茎に単独の花をつける。花は唇弁が巾着状。葉は緑の濃淡の斑紋がある。
- シグマトペタラムタイプ（モーディエタイプ）

春から夏に単独花をつける。葉は緑。
- ブラキペタラムタイプ

春から夏に単独花をつける。葉は斑紋がある。
- 多花性タイプ

春から夏に花茎に複数花をつける。葉は緑。
花色に関しては、赤紫に近い赤系、黄色、緑、褐色などが多く、複雑な色合いのものが多い。模様についてもさまざまだが、改良品種では背萼片と側花弁に斑点の模様を生じる点花タイプ、背萼片に縦筋が顕著なタイプなどが目立つ。

## 代表的な種
- Paphioprdilum
  - Paphioprdilum insigne　：インシグネ
  - Paphioprdilum micranthum　：ミクランサム
  - Paphioprdilum niveum　：ニウェウム
  - Paphioprdilum sanderianum　：サンデリアヌム
  - Paphioprdilum rothschildianum　ロスチャイルディアナム